# Jeremy Morin
Jeremy Morin (* 16. April 1991 in Auburn, New York) ist ein ehemaliger US-amerikanischer Eishockeyspieler, der im Verlauf seiner aktiven Karriere zwischen 2007 und 2018 unter anderem 84 Spiele für die Chicago Blackhawks und Columbus Blue Jackets in der National Hockey League (NHL) sowie 337 weitere in der American Hockey League (AHL) auf der Position des linken Flügelstürmers bestritten hat. Auf internationalem Niveau wurde Morin sowohl U18- als auch U20-Weltmeister und gewann mit der Herren-Nationalmannschaft im Jahr 2015 die Bronzemedaille bei der WM.

## Karriere

### Jugend
Jeremy Morin wurde in eine sportliche Familie geboren, so sind sein drei Jahre älterer Bruder Chad Morin und sein Cousin J. D. Forrest ebenfalls professionelle Eishockeyspieler. Er selbst begann daher bereits im Alter von vier Jahren mit dem Eishockeyspielen und durchlief in der Folge die Jugendabteilungen der Syracuse Junior Stars aus Syracuse. In der Eastern Junior Hockey League wurde er nach der Saison 2006/07 als Rookie des Jahres geehrt und wechselte anschließend in das USA Hockey National Team Development Program (NTDP) nach Ann Arbor, in die zentrale Talenteschmiede der Vereinigten Staaten. Somit nahm er den gleichen Weg wie bereits sein Bruder und sein Cousin vor ihm.
Im NTDP bestritt Morin fortan ligaübergreifende Spiele gegen Teams aus NAHL, United States Hockey League und NCAA. Zudem fungieren die Juniorenteams des NTDP gleichzeitig als U18- bzw. U20-Nationalmannschaften der USA, sodass er bereits im Jahr 2008 an der World U-17 Hockey Challenge sowie an der U18-Weltmeisterschaft teilnahm und dort die Bronze- sowie die Silbermedaille errang. Darüber hinaus führte der Angreifer mit jeweils sechs Treffern die Torschützenliste beider Turniere an. Im Jahr darauf wurde er mit der Mannschaft U18-Junioren-Weltmeister und erzielte im regulären Spielbetrieb der U18 mit 33 Toren und 59 Scorerpunkten jeweils die meisten seines Teams. Mit diesen Leistungen sorgte Morin auch für den anstehenden NHL Entry Draft 2009 für Aufmerksamkeit, sodass er in den Abschlussberichten der Central Scouting Services an 33. Position der nordamerikanischen Feldspieler geführt wurde. Im eigentlichen Draft wurde er dann an 45. Position von den Atlanta Thrashers ausgewählt.
Im Anschluss schied der Amerikaner altersbedingt aus dem NTDP aus und hatte nun die Wahl, seine Eishockey-Karriere entweder an einer Universität bzw. einem College in den Vereinigten Staaten oder in einer kanadischen Juniorenliga fortzusetzen. Er entschied sich für Zweiteres und schloss sich zur Saison 2009/10 den Kitchener Rangers aus der Ontario Hockey League (OHL) an. Dort nahm er am OHL All-Star Game teil und wurde ins OHL Second All-Star Team berufen; zudem vertrat er die U20-Nationalmannschaft über den Jahreswechsel bei der U20-Weltmeisterschaft 2010 und gewann dort eine weitere Goldmedaille.

### Chicago Blackhawks
Nach der Saison 2009/10 unterzeichnete Morin einen Einstiegsvertrag bei den Atlanta Thrashers. Nur wenige Wochen später wurde er allerdings samt Marty Reasoner, Joey Crabb und zwei Wahlrechten für den NHL Entry Draft 2010 an die Chicago Blackhawks abgegeben, die ihrerseits Dustin Byfuglien, Ben Eager, Akim Aliu und Brent Sopel nach Atlanta schickten. Chicago hatte kurz zuvor den Stanley Cup gewonnen und war gezwungen, etablierte Spieler abzugeben, um die Gehaltsobergrenze nicht zu überschreiten. Morin wurde vorerst an die Rockford IceHogs, das Farmteam der Blackhawks aus der American Hockey League (AHL), abgegeben, kam jedoch bereits nach acht Spielen in der AHL im November 2010 zu seinem Debüt in der National Hockey League (NHL). Es folgte ein ständiger Wechsel zwischen AHL- und NHL-Aufgebot, der nur durch die U20-Weltmeisterschaft 2011 unterbrochen wurde, bei dem der Angreifer mit dem Team die Bronzemedaille gewann. Im Januar 2011 war die erste Profi-Saison für Morin vorzeitig beendet, als er sich im Spiel gegen die Chicago Wolves eine Gehirnerschütterung zuzog.
In den folgenden zwei Spielzeiten kam Morin zu jeweils nur drei Einsätzen bei den Blackhawks, entwickelte sich jedoch zu einem zuverlässigen Scorer bei den IceHogs. In der Saison 2013/14 gelang ihm in der AHL in 47 Spielen ein persönlicher Bestwert von 47 Scorerpunkten, wodurch er nicht nur zum AHL-Spieler des Monats Februar gekürt wurde, sondern auch in der NHL zu 24 Spielen kam und dort 11 Punkte verbuchte; zudem gab er sein Playoff-Debüt für die Blackhawks. Im Anschluss wurde sein Vertrag im Juni 2014 um zwei weitere Jahre verlängert. In der folgenden Saison 2014/15 gelang es Morin erstmals, sich im NHL-Aufgebot Chicagos zu etablieren, so kam er bis Dezember 2014 auf 15 NHL- und nur 3 AHL-Einsätze. Am 14. Dezember wurde er jedoch im Tausch für Tim Erixon an die Columbus Blue Jackets abgegeben; er verließ die Organisation der Blackhawks somit nach etwas mehr als vier Jahren und als Rekord-Torschütze in der Historie der Rockford IceHogs (81 Treffer bis Dezember 2014).
Auch bei den Blue Jackets gehörte Morin fest zum NHL-Kader und kam bis zum Ende der Saison 2014/15 auf 28 Spiele und sechs Scorerpunkte. Im Anschluss vertrat er sein Heimatland erstmals auf Senioren-Niveau, so gewann er bei der Weltmeisterschaft die Bronzemedaille. Im Juni 2015 kehrte er nach Chicago zurück, als er samt Marko Daňo, Artjom Anissimow, Corey Tropp und einem Viertrunden-Wahlrecht für den NHL Entry Draft 2016 zu den Blackhawks transferiert wurde. Die Blue Jackets erhielten im Gegenzug Brandon Saad, Alex Broadhurst und Michael Paliotta. Zwar beendete Morin die Saison mit 28 NHL-Einsätzen für die Blackhawks, jedoch wurde er im Rahmen der Vorbereitung auf die Spielzeit 2015/16 erneut an die Rockford IceHogs abgegeben.

### Toronto, San Jose, Tampa und Arizona
Nachdem Morin in der ersten Hälfte der Saison 2015/16 ausschließlich bei den IceHogs zum Einsatz gekommen war, wurde er im Januar 2016 an die Toronto Maple Leafs abgegeben; im Gegenzug wechselte Richard Pánik nach Chicago. Die Maple Leafs setzten ihn ebenfalls ausschließlich bei den Toronto Marlies in der AHL ein, ehe er bereits im Februar 2016 samt James Reimer an die San Jose Sharks abgegeben wurde. Im Gegenzug erhielten die Maple Leafs Ben Smith, Torhüter Alex Stalock sowie ein Viertrunden-Wahlrecht für den NHL Entry Draft 2018, das zu einem Wahlrecht der dritten Runde wird, sofern San Jose das Stanley-Cup-Finale gleichen Jahres erreicht. Dies gelang den Sharks.
Nach der Saison 2015/16 wurde Morins Vertrag in San Jose nicht verlängert, sodass er sich im Juli 2016 als Free Agent den Tampa Bay Lightning anschloss. Dort war er bis Ende Februar 2017 in der AHL für die Syracuse Crunch aktiv, ehe er im Tausch für Stefan Fournier an die Arizona Coyotes abgegeben wurde. Dort gehörte er zum Kader des Farmteams Tucson Roadrunners.

### Wechsel nach Russland und in die Schweiz
Nach der Saison 2016/17 erhielt Morin keinen weiterführenden Vertrag in der NHL, sodass er sich im August 2017 zu einem Wechsel zum HK Jugra Chanty-Mansijsk aus der Kontinentalen Hockey-Liga entschloss. Nach drei Spielen ohne Scorerpunkt wurde Morin im September 2017 entlassen. Anschließend spielte er für jeweils für kurze Zeit bei den South Carolina Stingrays und für Hämeenlinnan Pallokerho. Ab Dezember 2017 bis zum 3. Januar 2018 spielte Morin vorübergehend beim SC Bern. Anschließend wechselte er zum SC Rapperswil-Jona Lakers, mit denen er 2018 aus der Swiss League in die National League aufstieg und den Schweizer Cup gewann. Zu Beginn der Saison 2019/19 absolvierte er durch einen Probevertrag drei Partien für die Hershey Bears in der AHL. Ein langfristiges Engagement entwickelte sich daraus nicht und Morin trat im professionellen Eishockey nicht mehr in Erscheinung.

## Erfolge und Auszeichnungen
| - 2010 Teilnahme am OHL All-Star Game - 2010 OHL Second All-Star Team - 2014 AHL-Spieler des Monats Februar | - 2018 Schweizer Cupsieger mit den SC Rapperswil-Jona Lakers - 2018 Meister der Swiss League und Aufstieg in die National League mit den SC Rapperswil-Jona Lakers |

### International
| - 2008 Silbermedaille bei der World U-17 Hockey Challenge - 2008 Bester Torschütze der World U-17 Hockey Challenge - 2008 Bronzemedaille bei der U18-Junioren-Weltmeisterschaft - 2008 Bester Torschütze der U18-Junioren-Weltmeisterschaft | - 2009 Goldmedaille bei der U18-Junioren-Weltmeisterschaft - 2010 Goldmedaille bei der U20-Junioren-Weltmeisterschaft - 2011 Bronzemedaille bei der U20-Junioren-Weltmeisterschaft - 2015 Bronzemedaille bei der Weltmeisterschaft |

## Karrierestatistik

### International
Vertrat die USA bei:
| - World U-17 Hockey Challenge 2008 - U18-Junioren-Weltmeisterschaft 2008 - U18-Junioren-Weltmeisterschaft 2009 | - U20-Junioren-Weltmeisterschaft 2010 - U20-Junioren-Weltmeisterschaft 2011 - Weltmeisterschaft 2015 |

(Legende zur Spielerstatistik: Sp oder GP = absolvierte Spiele; T oder G = erzielte Tore; V oder A = erzielte Assists; Pkt oder Pts = erzielte Scorerpunkte; SM oder PIM = erhaltene Strafminuten; +/− = Plus/Minus-Bilanz; PP = erzielte Überzahltore; SH = erzielte Unterzahltore; GW = erzielte Siegtore; 1 Play-downs/Relegation; Kursiv: Statistik nicht vollständig)